# Битва у Сан-Хуана (1625)
Сражение у Сан-Хуана — сражение в 1625 году в рамках Восьмидесятилетней войны между испанским гарнизоном Сан-Хуана (Пуэрто-Рико) и голландской эскадрой адмирала Будевейна Хендрикса.

## Битва
24 сентября 1625 года 17 голландских кораблей прибыли к Сан-Хуан-де-Пуэрто-Рико. Городом управлял испанский губернатор Хуан де Аро-и-Санвиторес, назначенный всего за месяц до этого. Тем не менее губернатор начал энергично готовить оборону города. Он, в частности, отправил своего предшественника Хуана де Варгаса в соседнюю деревню Бокерон с ополчением, чтобы помешать возможной высадке голландского десанта.
Голландский адмирал Будевейн Хендрикс предпринял смелую попытку взятия города с марша. В 1:00 ночи на следующий день весь голландский флот вошёл в гавань Сан-Хуана. В его составе были следующие корабли: Roode Leeuw, Witte Leeuw, Leyden, Blauwe Leeuw, Goude Valck, Utrecht, Nieuw Nederlandt, Hoop van Dordrecht, Kleyne Tijger, Hoorn, Medemblik, Gouden Molen, Vlissingen, West Kappel, Goude Sonne, Koningin Hester и Jonas.
Голландцы обменялись пушечными выстрелами с фортом в гавани, нанеся ему поверхностные повреждения и убив четырёх испанцев, прежде чем нашли безопасную якорную стоянку за пределами зоны действия артиллерии Аро. Однако мели не позволяли немедленно высадить десант. Задержка позволила испанским мирным жителям бежать вглубь острова, в то время как губернатор сосредоточил свои силы в форте Сан-Фелипе-дель-Морро. Аро установил здесь шесть дополнительных бронзовых 12-фунтовых орудий и собрал 330 человек, из которых 220 были хорошо обучены. Он также собрал в форте солидные запасы ресурсов.
26 сентября Хендрикс высадил 700—800 солдат на берег и занял пустой Сан-Хуан. Два дня спустя голландцы также заняли небольшой деревянный форт Эль-Каньюэло, стоявший на скальном островке в гавани. Для штурма основной цитадели голландцы начали рыть сапы и установили шестипушечную батарею на вершине Кальварио Хайтс 29 сентября. В 9:00 утра на следующий день Хендрикс призвал Аро сдаться, но губернатор отклонил предложение, и противостояние продолжилось. В ночь на пятницу, 3-4 октября, 40 испанцев под командованием капитанов Себастьяна де Авила и Андреса Ботельо сделали вылазку, но достигли немногого.
Удача улыбнулась испанцам, когда в полдень 5 октября отряд из 50 бойцов под руководством капитана Хуана де Амескиты уничтожили передовой голландский отряд минеров, убив капитана, сержанта и восемь солдат. Партизаны из внутренних районов острова под командованием капитана Андреса Ботельо также постоянно держали врага в напряжении. В ночь на 5 октября они убили капитана голландского корабля Nieuw Nederlandt и ещё 20 матросов, находившихся в лодке в гавани. 16 октября партизаны столь осмелели, что смогли вернуть контроль над Эль-Каньюэло: отряд из 30 испанцев убил часовых и ещё 14 голландских солдат в форте.
Столкнувшись с давлением извне, Хендрикс оказался в ловушке внутри гавани. 21 октября он снова призвал Аро капитулировать, угрожая сжечь город, но вновь получил отказ. Тогда Хендрикс отдал приказ поджечь деревянные строения Сан-Хуана и в 10:00 начал грузить своих солдат в шлюпки. В этот момент защитники форта сделали вылазку, а испанская артиллерия ударила по отступающим. Голландцам удалось вернуться на свои корабли, до 2 ноября их флот оставался в гавани, после чего ушёл в открытое море.

## Последствия
30-пушечный голландский Medemblik сел на мель и был оставлен ликующим испанцам. Хуан де Амескита успел потушить зажженные голландцами фитили, и город не пострадал. Однако Аро не смог насладиться победой: во время преследования отступавших голландцев рядом с ним взорвалась пушка, и осколками он был убит. Хендрикс тем временем ушёл в залив Сан-Франсиско, чтобы восстановить силы. В дополнение к потере Medemblik другие голландские суда также понесли урон, 200 матросов погибли. Хендрикс выделил из эскадры пять лучших судов и ушёл в каперский поход к Санто-Доминго, после чего отправился на остров Маргарита.